# Hellmuth Bieneck
Hellmuth Bieneck (* 7. November 1887 in Krotoschin, Provinz Posen; † 8. März 1972 in Köln) war ein deutscher General der Flieger der Luftwaffe im Zweiten Weltkrieg.

## Leben

### Frühe Jahre und Erster Weltkrieg
Bieneck trat am 27. März 1907 in das 4. Schlesische Infanterie-Regiment Nr. 157 der Preußischen Armee ein. Er avancierte bis Mitte August 1908 zum Leutnant und war in der Folgezeit als Kompanieoffizier tätig. In gleicher Eigenschaft war er von Oktober 1912 bis Mai 1913 im 9. Westpreußischen Infanterie-Regiment Nr. 176 und wechselte anschließend zum 1. Juni 1913 zur Fliegertruppe über. Dort absolvierte Bieneck bis Ende September 1913 in Leipzig eine Ausbildung zum Flugzeugführer. Daran schloss sich bis 1. August 1914 eine Tätigkeit im Flieger-Bataillon Nr. 1 in Döberitz an.
Nach Beginn des Ersten Weltkrieges fungierte Bieneck im August 1914 zunächst als Flugzeugführer bei der Festungs-Fliegerabteilung Posen. Danach war er Flugzeugführer bei der Feldflieger-Abteilung 36 eingesetzt, wo er am 18. November 1914 zum Oberleutnant befördert wurde. Anschließend flog Bieneck als Staffelführer im Kampfgeschwader 4 sowie im Kampfgeschwader 7, welche beide der Obersten Heeresleitung (OHL) unterstanden. Hier wurde er am 18. April 1916 zum Hauptmann befördert. Die letzten Kriegsmonate, sowie darüber hinaus bis Dezember 1918, fungierte Bieneck als Führer der Flieger-Abteilung 301 in Palästina. Während des Krieges wurde er neben beiden Klassen des Eisernen Kreuzes auch mit dem Ritterkreuz des Königlichen Hausordens von Hohenzollern mit Schwertern, dem Österreichischen Militärverdienstkreuz III. Klasse mit der Kriegsdekoration sowie dem Eisernen Halbmond ausgezeichnet.

### Zwischenkriegsjahre
Nach seiner Rückkehr nach Deutschland und Übernahme in die Reichswehr diente Bieneck von 1919 bis September 1920 zunächst beim Fliegerhorst Brieg. Anschließend war er von Oktober 1920 bis Juni 1925 Chef der 10. Kompanie im 16. Infanterie-Regiment. Anschließend wechselte er in der Funktion eines Fliegerreferenten in den Stab der 6. Division über, wo er am 1. April 1929 zum Major befördert wurde. Am 30. April 1929 schied Bieneck aus dem Wehrdienst aus, um am Folgetag, nunmehr als Zivilist, zum Leiter der geheimen Fliegerausbildung der Reichswehr an der Fliegerschule in Lipezk, bei Moskau ernannt zu werden. Diese Funktion hielt Bieneck zunächst bis zum 1. Oktober 1929. Danach fungierte er vom 2. Oktober 1929 bis 30. April 1930 als Leiter der geheimen Fliegerausbildung im Reichswehrministerium (RWM) in Berlin sowie danach bis 3. Oktober 1930 erneut in Lipezk. Nach seiner erneuten Rückkehr nach Berlin agierte Bieneck bis 4. April 1932 wieder als Leiter der geheimen Fliegerausbildung im RWM. Am 5. Juli 1932 erfolgte seine Ernennung zum Leiter der Gruppe V der Deutschen Verkehrsfliegerschule in Braunschweig, wo er am 1. Oktober 1933 zum Oberstleutnant a. D. und am 1. März 1934 zum Flieger-Vizekommodore ernannt wurde.
Am 1. April 1934 schied Bieneck aus seiner bisherigen Tätigkeit aus und trat zur Luftwaffe über, wo er bis Ende März 1935 zunächst als Ausbildungsleiter bei der Inspektion der Fliegerschulen im Reichsluftfahrtministerium tätig war. Zum 1. April 1935 stieg er, unter gleichzeitiger Beförderung zum Oberst, zum Chef des Stabes des Kommandos der Fliegerschulen und Fliegerwaffenschulen auf. Eine Tätigkeit, die Bieneck bis Ende September 1936 innehielt. Von Oktober 1936 bis Juni 1938 fungierte der am 1. Januar 1938 zum Generalmajor beförderte Bieneck als Höherer Flieger-Kommandeur 5. Diese Dienststellung wurde zum 1. Juli 1938 in den Stab der 4. Flieger-Division umbenannt, deren Kommandeur Bieneck bis Ende Januar 1939 blieb. Auf dem Höhepunkt der Sudetenkrise sollte die Division, im Falle eines Krieges zwischen Deutschland und der Tschechoslowakei, zusammen mit der 4. Flieger-Division die Deckung des Westluftraumes vor möglichen Gegenreaktionen der Westalliierten übernehmen. Zum 1. Februar 1939 gab Bieneck das Kommando an den General der Flieger Alfred Keller ab und wurde zum Kommandeur der Höheren Luftwaffenschule von Berlin-Gatow ernannt. Diese führte Bieneck bis zum 24. August 1939.

### Zweiter Weltkrieg
Im Zuge der Allgemeinen Mobilmachung wurde Bieneck am 25. August 1939 zum Kommandeur der Luftwaffe bei der Heeresgruppe C ernannt, die während des Überfalls auf Polen an der Westgrenze zu Frankreich mit Sicherungsaufgaben betraut war. Am 25. Oktober 1939 wurde Bieneck aus dieser Heeresgruppe herausgelöst und zum Kommandeur der Luftwaffe bei der Heeresgruppe B ernannt, aus welcher er allerdings zu Jahresende wieder ausschied. Am 1. Januar 1940 zum Generalleutnant befördert, agierte Bieneck bis zum 16. Februar 1941 als Kommandeur der Höheren Luftwaffenschulen. Am 17. Februar 1941 wurde er zum Kommandierenden General und Befehlshaber im Luftgau II Posen ernannt, in dessen Stellung er am 1. Juli 1941 zum General der Flieger befördert wurde. Am 15. Januar 1943 wurde der Luftgau aufgelöst und Bieneck trat bis Ende Juli 1943 in die Führerreserve über. Dort war er vom 10. März bis 6. April 1943 im Luftwaffen-Erholungsheim Bordighera abkommandiert gewesen. Am 26. Juli 1943 wurde er hier auch mit dem Deutschen Kreuz in Silber ausgezeichnet. Zum 1. August 1943 wurde Bieneck in den Dienstbereich des Luftgau-Kommandos I nach Königsberg kommandiert, wo er am 16. August 1943 zum Kommandierenden General und Befehlshaber dieses Luftgau-Kommandos ernannt wurde. Am 9. August 1944 schied Bieneck aus dieser Stellung aus und trat erneut in die Führerreserve ein. Am 31. Dezember 1944 wurde er aus dieser aus dem Wehrdienst entlassen. Eine Kriegsgefangenschaft folgte nach Kriegsende nicht.

### Nachkriegszeit
Nach dem Krieg verfasste Bieneck die Publikation Geschichte des Luftgaukommandos II Posen im zweiten Weltkrieg.